# Hôtel de Nubieu
L'hôtel de Nubieu est un hôtel particulier situé à Saint-Flour, dans le département du Cantal.

## Histoire
L'hôtel de Nubieu a été construit à la seconde moitié du XVe siècle.

## Description
À l'entrée, un passage couvert conduit à une cour intérieure où, au fond du porche, se dresse une tour à pans coupés datant de la fin du XVe siècle. Cette tour abrite un escalier à vis de style Renaissance desservant les différents étages et faisait autrefois partie intégrante de l'hôtel de Nubien, du nom de la famille qui l'occupait. La porte d'entrée au rez-de-chaussée présente un linteau en accolade orné d'un petit cartouche, tandis que les piedroits sont sculptés avec des moulures en cavets et deux tores reposant sur des bases prismatiques. Des pilastres le long des piedroits supportent des pinacles à crochets, dont la partie inférieure est agrémentée de feuilles de chou. Une moulure en larmier forme une accolade au-dessus du linteau, décorée à l'extérieur de feuilles de chou et se terminant par un fleuron à trois branches. Situés au-dessus du rez-de-chaussée, trois niveaux composent la tourelle, avec deux fenêtres chacun.

## Protection
Les façades et les toitures de la tour d'escalier sont inscrites au titre des monuments historiques par arrêté du 13 décembre 1982.